# Film slasher

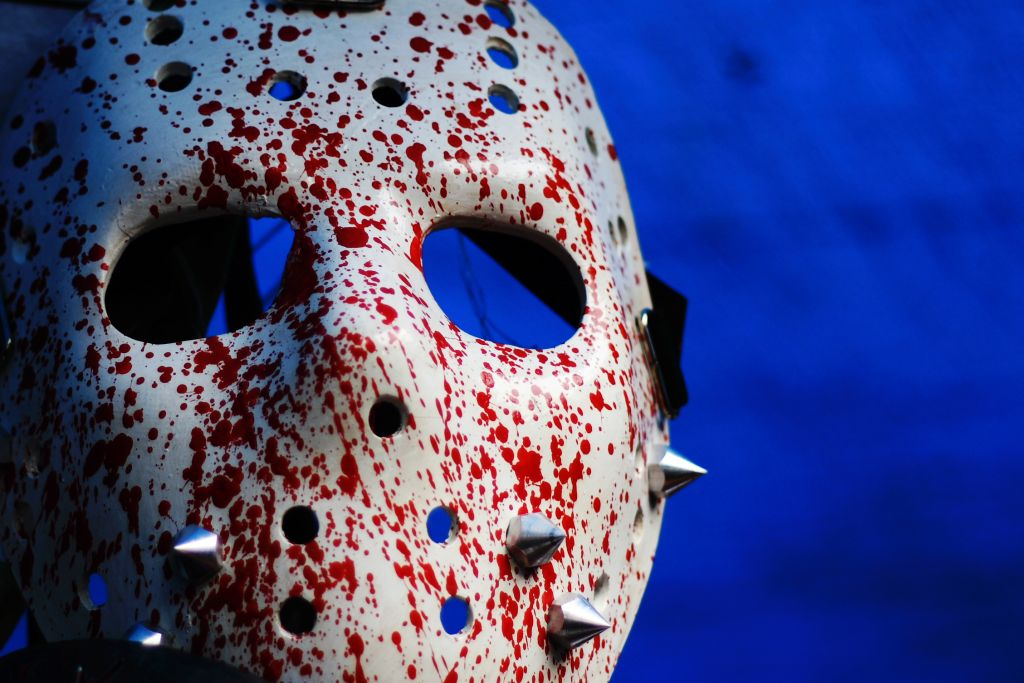
Masca de hochei a lui Jason Voorhees din seria de filme Vineri 13

Un film slasher este un subgen american al filmului de groază, de obicei implicând un ucigaș psihopat (uneori purtând o mască) care hăituiește și omoară un grup de adolescenți. Primul film slasher este considerat Psycho, acesta creând prototipul ucigașului deranjat mintal, mascat, care are ca victimă o tânără femeie.
Genul a fost influențat de cel anterior italian, Giallo.

## Filme semnificative
Aceasta este o listă de filme semnificative ale genului slasher, majoritatea lor fiind continuate de alte producții.
- Reazione a catena, 1971, regizat de Mario Bava
- The Texas Chain Saw Massacre, 1974, regizat de Tobe Hooper
- Crăciun Negru, 1974, regizat de Bob Clark
- Halloween 1978, regizat de John Carpenter
- When a Stranger Calls, 1979, regizat de Fred Walton
- Vineri 13, 1980, regizat de Sean S. Cunningham
- Don’t Go in the Woods, 1980, regizat de James Bryan
- Happy Birthday to Me, 1980, regizat de J. Lee Thompson
- Terror Train, 1980, regizat de Roger Spottiswoode
- Prom Night, 1980, regizat de Paul Lynch
- Hell Night, 1981, regizat de Tom DeSimone
- The Burning, 1981, regizat de Tony Maylam
- The Prowler, 1981, regizat de Joseph Zito
- My Bloody Valentine, 1981, regizat de George Mihalka
- Madman, 1982, regizat de Joe Giannone
- Sleepaway Camp, 1983, regizat de Robert Hiltzik
- A Nightmare On Elm Street, 1984, regizat de Wes Craven
- Silent Night, Deadly Night, 1984, regizat de Charles E. Sellier Jr.
- Slumber Party Massacre, 1984, regizat de Amy Holden Jones
- April Fool’s Day, 1986, regizat de Fred Walton
- Anguish, 1987 regizat de Bigas Luna
- Cheerleader Camp, 1988, regizat de John Quinn
- Scream, 1996, regizat de Wes Craven
- Știu ce-ai făcut astă-vară, 1997, regizat de Jim Gillespie
- Legendele orașului, 1998, regizat de Jamie Blanks
- Cherry Falls, 2000, regizat de Geoffrey Wright
- Swimming Pool – Der Tod feiert mit, 2001, regizat de Boris von Sychowski
- Freddy vs. Jason, 2003, regizat de Ronny Yu
- House of 1000 Corpses, 2003, regizat de Rob Zombie
- Wolf Creek, 2005, regizat de Greg McLean

## Vezi și
- Christmas Evil (1980)
- Going to Pieces: The Rise and Fall of the Slasher Film (2006)